# Ingrid Skjoldvær
Ingrid Skjoldvær (8 de agosto de 1993) es una ecologista noruega y expresidenta de la organización ecologista Natur og Ungdom . Es de Sortland en Vesteråleen, y ocupó varios cargos en la organización, más recientemente como vicepresidenta, antes de ser elegida jefa de la organización el 10 de enero de 2016, cargo que ocupó hasta 2017.

## Activismo ambiental
Skjoldvær participó en acciones contra el proyecto minero de Nordic Mining en Førdefjorden en febrero de 2016. Además de este evento, participó especialmente en la acción de Natur og Ungdom contra el petróleo. Skjoldvær también fue empleada en la fundación ambiental Bellona cómo consultora sénior de petróleo y anteriormente formó parte del Consejo Nacional de la Sociedad Noruega para la Conservación de la Naturaleza desde 2015 hasta 2017.
Durante 2018, Natur og Ungdom unió fuerzas con Greenpeace y la Grandparents Climate Campaign para demandar al gobierno noruego por la apertura de nuevas áreas del Ártico para la prospección de petróleo. La coalición de los tres grupos ecologistas argumentó que la acción del gobierno violaba la Constitución noruega, así como el compromiso de la nación con el Acuerdo de París.  Los tribunales decidieron que la perforación ártica actual y propuesta no violaba el derecho constitucional a un clima saludable.
No obstante, el éxito llegó a Skjoldvær en abril de 2019, cuando las acciones de Folkeaksjonen, así como su colaboración con otras ONG y políticos noruegos, llevaron a la protección permanente de Lofoten, Vesteråleen y Senja contra la perforación de petróleo.